# Aalesunds Fotballklubb 2013
Questa voce raccoglie le informazioni riguardanti l'Aalesunds Fotballklubb nelle competizioni ufficiali della stagione 2013.

## Stagione
Il campionato 2012 si concluse con l'esonero di Kjetil Rekdal, a causa degli scarsi risultati ottenuti nella stagione appena terminata. Il 7 gennaio 2013, così, Jan Jönsson fu nominato nuovo allenatore della squadra, a cui si legò con un accordo annuale (con opzione per un ulteriore biennio). Tale opzione fu esercitata il 25 ottobre successivo.
L'Aalesund chiuse la stagione al 4º posto in classifica, mancando così l'accesso alle competizioni europee per una sola posizione. L'avventura nella Coppa di Norvegia 2013 si chiuse invece al terzo turno, con l'eliminazione per mano del Ranheim. Il calciatore più utilizzato in stagione fu Jonatan Tollås, con 33 presenze (30 in campionato e 3 in coppa). Abderrazak Hamdallah fu invece il miglior marcatore, a quota 19 reti (15 in campionato e 4 in coppa).

## Maglie e sponsor
Lo sponsor tecnico per la stagione 2013 fu Umbro, mentre lo sponsor ufficiale fu Sparebanken Møre. La divisa casalinga era composta da una maglietta arancione con inserti blu, pantaloncini blu e calzettoni arancioni. Quella da trasferta era invece completamente nera, con inserti arancioni.
| Casa | Trasferta |

## Rosa
| N. |                     | Ruolo | Calciatore           |
| -- | ------------------- | ----- | -------------------- |
| 1  | Norvegia (bandiera) | P     | Lasse Staw           |
| 2  | Nigeria (bandiera)  | D     | Akeem Latifu         |
| 3  | Norvegia (bandiera) | D     | Edvard Skagestad     |
| 4  | Norvegia (bandiera) | D     | Jonatan Tollås       |
| 5  | Norvegia (bandiera) | D     | Andreas Nordvik      |
| 6  | Marocco (bandiera)  | C     | Houcine Zidoune      |
| 7  | Giamaica (bandiera) | C     | Jason Morrison       |
| 8  | Norvegia (bandiera) | C     | Fredrik Carlsen      |
| 9  | Marocco (bandiera)  | A     | Abderrazak Hamdallah |
| 10 | Norvegia (bandiera) | C     | Peter Orry Larsen    |
| 11 | Giamaica (bandiera) | A     | Tremaine Stewart     |
| 13 | Norvegia (bandiera) | P     | Sten Grytebust       |
| 14 | Nigeria (bandiera)  | A     | Leke James           |
| 15 | Svezia (bandiera)   | D     | Daniel Arnefjord     |
| 16 | Norvegia (bandiera) | D     | Hugues Wembangomo    |
| 17 | Giamaica (bandiera) | C     | Demar Phillips       |

| N. |                       | Ruolo | Calciatore               |
| -- | --------------------- | ----- | ------------------------ |
| 18 | Norvegia (bandiera)   | C     | Christian Myklebust      |
| 19 | Norvegia (bandiera)   | A     | Tor Hogne Aarøy          |
| 22 | Norvegia (bandiera)   | D     | Jo Nymo Matland          |
| 23 | Norvegia (bandiera)   | C     | Fredrik Ulvestad         |
| 25 | Norvegia (bandiera)   | A     | Lars Fuhre               |
| 26 | Norvegia (bandiera)   | C     | Marius Ødegaard          |
| 31 | Costa Rica (bandiera) | C     | Michael Barrantes        |
| 32 | Norvegia (bandiera)   | P     | Robert Ekroll            |
| 33 | Norvegia (bandiera)   | D     | Daniel Stensøe           |
| 34 | Norvegia (bandiera)   | D     | Izantullah Ahmadzai      |
| 35 | Norvegia (bandiera)   | C     | Henrik Bjørdal           |
| 36 | Norvegia (bandiera)   | D     | Thomas Martinussen       |
| 37 | Norvegia (bandiera)   | A     | Torbjørn Grytten         |
| 38 | Norvegia (bandiera)   | C     | Adam Sellami Honningsvåg |
| 39 | Norvegia (bandiera)   | C     | Vebjørn Hoff             |

## Calciomercato

### Sessione invernale(dal 01/01 al 31/03)
| Acquisti         | Acquisti             | Acquisti        | Acquisti      |
| R.               | Nome                 | da              | Modalità      |
| ---------------- | -------------------- | --------------- | ------------- |
| P                | Andreas Lie          |                 | svincolato    |
| P                | Lasse Staw           |                 | svincolato    |
| D                | Andreas Nordvik      | Vålerenga       | definitivo    |
| A                | Tor Hogne Aarøy      |                 | svincolato    |
| A                | Abderrazak Hamdallah | Olympique Safi  | definitivo    |
| Altre operazioni |                      |                 |               |
| R.               | Nome                 | da              | Modalità      |
| A                | Didrik Fløtre        | Kristiansund BK | fine prestito |
| A                | Kjell Rune Sellin    | Hødd            | fine prestito |

| Cessioni | Cessioni             | Cessioni      | Cessioni   |
| R.       | Nome                 | a             | Modalità   |
| -------- | -------------------- | ------------- | ---------- |
| P        | Andreas Lie          | Hødd          | prestito   |
| P        | Ole-Christian Rørvik |               | svincolato |
| D        | Enar Jääger          |               | svincolato |
| D        | Amund Skiri          |               | svincolato |
| A        | Didrik Fløtre        | Skarbøvik     | definitivo |
| A        | Sander Post          | Flora Tallinn | definitivo |
| A        | Kjell Rune Sellin    | Sandefjord    | definitivo |

### Sessione estiva(dal 15/07 al 10/08)
| Acquisti | Acquisti        | Acquisti       | Acquisti |
| R.       | Nome            | da             | Modalità |
| -------- | --------------- | -------------- | -------- |
| D        | Akeem Latifu    | Hødd           | prestito |
| C        | Houcine Zidoune | Olympique Safi | prestito |

| Cessioni | Cessioni       | Cessioni | Cessioni   |
| R.       | Nome           | a        | Modalità   |
| -------- | -------------- | -------- | ---------- |
| C        | Jason Morrison |          | svincolato |

## Risultati

### Eliteserien

#### Girone di andata
| Arbitro: | Berntsen (Vang) |

|                                      |           |  |
| Skjerve 9’ (aut.) Barrantes 36’, 41’ | Marcatori |  |

| Arbitro: | Hansen (Feda) |

|  |           |             |
|  | Marcatori | 52’ Stewart |

| Arbitro: | Moen (Haugesund) |

|                                                |           |                                |
| Barrantes 6’ James 15’ Larsen 60’ Phillips 66’ | Marcatori | 20’ Mendy 33’ Larsen 50’ Riski |

| Arbitro: | Sandmoen (Kjelsås) |

|  |           |                         |
|  | Marcatori | 44’ Hamdallah 81’ James |

| Ålesund 20 aprile 2013, ore 15:30 5ª giornata | Aalesund             | 0 – 0 referto | Tromsø | Color Line Stadion (10.101 spett.)\| Arbitro: \| Skjerven (Kaupanger) \| |
| Arbitro:                                      | Skjerven (Kaupanger) |               |        |                                                                          |

| Arbitro: | Hafsås (Trondheim) |

|                           |           |                     |
| Fellah 42’ Abdellaoue 59’ | Marcatori | 83’ (rig.) Ulvestad |

| Arbitro: | Edvartsen (Hamar) |

|                        |           |                              |
| James 26’ Ulvestad 52’ | Marcatori | 65’ Elyounoussi 72’ Chibuike |

| Arbitro: | Hagen (Grue) |

|                                       |           |               |
| Toivio 25’ Eikrem 35’ Berget 63’, 67’ | Marcatori | 52’ Barrantes |

| Arbitro: | Nilsen (Oslo) |

|                                                                                    |           |               |
| Scheel 2’ (aut.) James 41’ Ulvestad 45’ Carlsen 59’ Hamdallah 69’ (rig.), 77’, 82’ | Marcatori | 6’ Omoijuanfo |

| Arbitro: | Moen (Haugesund) |

|                         |           |  |
| Finne 45’ Sævarsson 52’ | Marcatori |  |

| Arbitro: | Sandmoen (Kjelsås) |

|                                   |           |  |
| Ulvestad 40’ (rig.) Hamdallah 54’ | Marcatori |  |

| Arbitro: | Hafsås (Trondheim) |

|                         |           |               |
| Diomandé 20’ Kovács 43’ | Marcatori | 13’ Barrantes |

| Arbitro: | Staberg (Harstad) |

|                     |           |               |
| James 20’ Fuhre 57’ | Marcatori | 90’ Ingelsten |

| Arbitro: | Døvle (Larvik) |

|                             |           |                        |
| Asante 49’ Vilhjálmsson 61’ | Marcatori | 3’ Ulvestad 38’ Larsen |

| Arbitro: | Nilsen (Oslo) |

|                         |           |                                |
| James 29’ Hamdallah 49’ | Marcatori | 40’ (rig.) Mane 81’ Stamnestrø |

#### Girone di ritorno
| Arbitro: | Edvartsen (Hamar) |

|             |           |                        |
| Bamberg 34’ | Marcatori | 25’ Larsen 60’ Carlsen |

| Arbitro: | Kjensli (Oslo) |

|                                   |           |                                              |
| Ulvestad 47’ (rig.) Hamdallah 73’ | Marcatori | 28’ Torsteinbø 51’ Furebotn 90’ Þorsteinsson |

| Arbitro: | Moen (Haugesund) |

|                |           |                                                              |
| Solli 55’, 80’ | Marcatori | 13’ Barrantes 20’ Matland 21’ Hamdallah 35’ James 90’ Larsen |

| Arbitro: | Hafsås (Trondheim) |

|                                        |           |                      |
| Hamdallah 29’ Matland 58’ Ulvestad 77’ | Marcatori | 88’ (aut.) Skagestad |

| Arbitro: | Døvle (Larvik) |

|              |           |                         |
| Johansen 77’ | Marcatori | 17’ Hamdallah 24’ James |

| Arbitro: | Sandmoen (Kjelsås) |

|               |           |               |
| Barrantes 73’ | Marcatori | 77’ Heikkinen |

| Arbitro: | Edvartsen (Hamar) |

|                           |           |            |
| Mikkelsen 27’ Nielsen 85’ | Marcatori | 74’ Larsen |

| Arbitro: | Moen (Haugesund) |

|               |           |                                    |
| Hamdallah 73’ | Marcatori | 26’ Hovland 45’, 67’ (rig.) Hoseth |

| Arbitro: | Hagen (Grue) |

|                                               |           |           |
| Storbæk 30’ Johnsen 34’, 57’, 86’ Rashani 41’ | Marcatori | 26’ James |

| Ålesund 28 settembre 2013, ore 18:00 25ª giornata | Aalesund           | 0 – 0 referto | Brann | Color Line Stadion (7.901 spett.)\| Arbitro: \| Sandmoen (Kjelsås) \| |
| Arbitro:                                          | Sandmoen (Kjelsås) |               |       |                                                                       |

| Arbitro: | Nilsen (Oslo) |

|             |           |               |
| Helstad 74’ | Marcatori | 65’ Arnefjord |

| Arbitro: | Berntsen (Vang) |

|  |           |            |
|  | Marcatori | 82’ Kovács |

| Arbitro: | Johnsen (Tønsberg) |

|                |           |                         |
| Sigurðsson 67’ | Marcatori | 24’, 51’, 53’ Hamdallah |

| Arbitro: | Edvartsen (Hamar) |

|               |           |  |
| Hamdallah 27’ | Marcatori |  |

| Arbitro: | Døvle (Larvik) |

|            |           |                       |
| U. Flo 88’ | Marcatori | 25’ Matland 71’ James |

### Coppa di Norvegia
| Arbitro: | Myrheim |

|  |           |                                                |
|  | Marcatori | 37’, 66’, 75’ Hamdallah 57’ Tollås 87’ Nordvik |

| Arbitro: | Ophuus |

|  |           |                                                                |
|  | Marcatori | 52’, 80’ James 65’ (rig.) Ulvestad 84’ Myklebust 86’ Hamdallah |

| Arbitro: | Staberg (Harstad) |

|                                  |           |                           |
| Krogstad 17’ Aas 28’, 113’, 117’ | Marcatori | 21’ James 77’ Martinussen |

## Statistiche

### Statistiche di squadra
| Competizione      | Punti | In casa | In casa | In casa | In casa | In casa | In casa | In trasferta | In trasferta | In trasferta | In trasferta | In trasferta | In trasferta | Totale | Totale | Totale | Totale | Totale | Totale | DR  |
| Competizione      | Punti | G       | V       | N       | P       | Gf      | Gs      | G            | V            | N            | P            | Gf           | Gs           | G      | V      | N      | P      | Gf     | Gs     | DR  |
| ----------------- | ----- | ------- | ------- | ------- | ------- | ------- | ------- | ------------ | ------------ | ------------ | ------------ | ------------ | ------------ | ------ | ------ | ------ | ------ | ------ | ------ | --- |
| Eliteserien       | 49    | 15      | 7       | 5       | 3       | 30      | 18      | 15           | 7            | 2            | 6            | 25           | 26           | 30     | 14     | 7      | 9      | 55     | 44     | +11 |
| Coppa di Norvegia | -     | 0       | 0       | 0       | 0       | 0       | 0       | 3            | 2            | 0            | 1            | 12           | 4            | 3      | 2      | 0      | 1      | 12     | 4      | +8  |
| Totale            | -     | 15      | 7       | 5       | 3       | 30      | 18      | 18           | 9            | 2            | 7            | 37           | 30           | 33     | 16     | 7      | 10     | 67     | 48     | +19 |

### Statistiche dei giocatori
| Giocatore      | Eliteserien | Eliteserien | Eliteserien | Eliteserien | Coppa di Norvegia | Coppa di Norvegia | Coppa di Norvegia | Coppa di Norvegia | Totale   | Totale | Totale      | Totale     |
| Giocatore      | Presenze    | Reti        | Ammonizioni | Espulsioni  | Presenze          | Reti              | Ammonizioni       | Espulsioni        | Presenze | Reti   | Ammonizioni | Espulsioni |
| -------------- | ----------- | ----------- | ----------- | ----------- | ----------------- | ----------------- | ----------------- | ----------------- | -------- | ------ | ----------- | ---------- |
| T. Aarøy       | 13          | 0           | 2           | 0           | 2                 | 0                 | 0                 | 0                 | 15       | 0      | 2           | 0          |
| I. Ahmadzai    | 0           | 0           | 0           | 0           | 1                 | 0                 | 0                 | 0                 | 1        | 0      | 0           | 0          |
| D. Arnefjord   | 11          | 1           | 1           | 0           | 0                 | 0                 | 0                 | 0                 | 11       | 1      | 1           | 0          |
| M. Barrantes   | 26          | 7           | 3           | 0           | 3                 | 0                 | 2                 | 0                 | 29       | 7      | 5           | 0          |
| H. Bjørdal     | 2           | 0           | 0           | 0           | 0                 | 0                 | 0                 | 0                 | 2        | 0      | 0           | 0          |
| F. Carlsen     | 25          | 2           | 0           | 0           | 2                 | 0                 | 0                 | 0                 | 27       | 2      | 0           | 0          |
| R. Ekroll      | 0           | 0           | 0           | 0           | 0                 | 0                 | 0                 | 0                 | 0        | 0      | 0           | 0          |
| L. Fuhre       | 12          | 1           | 0           | 0           | 2                 | 0                 | 0                 | 0                 | 14       | 1      | 0           | 0          |
| S. Grytebust   | 30          | 0           | 0           | 0           | 1                 | 0                 | 0                 | 0                 | 31       | 0      | 0           | 0          |
| T. Grytten     | 1           | 0           | 0           | 0           | 0                 | 0                 | 0                 | 0                 | 1        | 0      | 0           | 0          |
| A. Hamdallah   | 27          | 15          | 6           | 0           | 3                 | 4                 | 0                 | 0                 | 30       | 19     | 6           | 0          |
| V. Hoff        | 0           | 0           | 0           | 0           | 0                 | 0                 | 0                 | 0                 | 0        | 0      | 0           | 0          |
| A. Honningsvåg | 0           | 0           | 0           | 0           | 0                 | 0                 | 0                 | 0                 | 0        | 0      | 0           | 0          |
| L. James       | 26          | 10          | 4           | 0           | 2                 | 3                 | 0                 | 0                 | 28       | 13     | 4           | 0          |
| A. Latifu      | 11          | 0           | 0           | 0           | 0                 | 0                 | 0                 | 0                 | 11       | 0      | 0           | 0          |
| T. Martinussen | 16          | 0           | 0           | 0           | 1                 | 1                 | 0                 | 0                 | 17       | 1      | 0           | 0          |
| J. Matland     | 25          | 3           | 4           | 0           | 2                 | 0                 | 0                 | 0                 | 27       | 3      | 4           | 0          |
| C. Myklebust   | 13          | 0           | 0           | 0           | 3                 | 1                 | 0                 | 0                 | 16       | 1      | 0           | 0          |
| A. Nordvik     | 12          | 0           | 0           | 0           | 2                 | 1                 | 0                 | 0                 | 14       | 1      | 0           | 0          |
| M. Ødegaard    | 0           | 0           | 0           | 0           | 1                 | 0                 | 0                 | 0                 | 1        | 0      | 0           | 0          |
| P. Orry Larsen | 22          | 5           | 1           | 0           | 0                 | 0                 | 0                 | 0                 | 22       | 5      | 1           | 0          |
| D. Phillips    | 15          | 1           | 4           | 1           | 0                 | 0                 | 0                 | 0                 | 15       | 1      | 4           | 1          |
| E. Skagestad   | 28          | 0           | 1           | 0           | 3                 | 0                 | 0                 | 0                 | 31       | 0      | 1           | 0          |
| L. Staw        | 0           | 0           | 0           | 0           | 2                 | 0                 | 0                 | 0                 | 2        | 0      | 0           | 0          |
| D. Stensøe     | 2           | 0           | 0           | 0           | 1                 | 0                 | 0                 | 0                 | 3        | 0      | 0           | 0          |
| T. Stewart     | 8           | 2           | 2           | 0           | 1                 | 0                 | 0                 | 0                 | 9        | 2      | 2           | 0          |
| J. Tollås      | 30          | 0           | 2           | 0           | 3                 | 1                 | 1                 | 0                 | 33       | 1      | 3           | 0          |
| F. Ulvestad    | 27          | 7           | 1           | 0           | 3                 | 1                 | 1                 | 0                 | 30       | 8      | 2           | 0          |
| H. Wembangomo  | 11          | 0           | 2           | 0           | 2                 | 0                 | 1                 | 0                 | 13       | 0      | 3           | 0          |
| H. Zidoune     | 12          | 0           | 0           | 0           | 0                 | 0                 | 0                 | 0                 | 12       | 0      | 0           | 0          |